# Bojanowo (stacja kolejowa)
Bojanowo – stacja kolejowa w Bojanowie w powiecie rawickim w Wielkopolsce w Polsce.

## Ruch pasażerski
| Rok  | Wymiana pasażerska na dobę |
| ---- | -------------------------- |
| 2017 | 300-499                    |
| 2022 | 300-499                    |

Stację wybudowano w 1856 roku wraz z budową linii Wrocław Główny - Poznań Główny. W 1885 roku uruchomiono jednotorową linię do Odrzycka (Głogowa) przez Górę. W roku 2022 dobowa wymiana pasażerska na stacji wynosiła 500-699 pasażerów.
W latach 2017–2021 stacja została zmodernizowana. Wybudowano nowe wysokie perony, tunel na peron nr 2 oraz przystosowano infrastrukturę do prędkości pociągów do 160 km/h w ramach modernizacji międzynarodowej magistrali kolejowej E 59.